# دوراند (ویرجینیا)
دوراند (به انگلیسی: Durand) یک منطقهٔ مسکونی در ایالات متحده آمریکا است که در شهرستان گرینسویل، ویرجینیا واقع شده‌است. دوراند ۶۱٫۸۸ متر بالاتر از سطح دریا قرار دارد.